# Орден Капиолани
Королевский орден Капиолани (гав. Kapiʻolani e Hookanaka) — государственная награда Королевства Гавайи.

## История

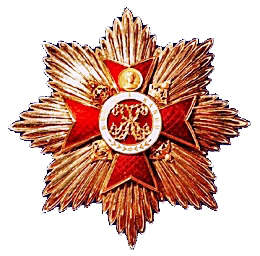
Звезда ордена

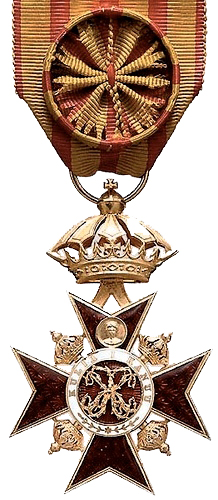
Знак офицера

Лента ордена младших степеней

Учреждён королём Калакауа в память о Капиолани Великой (ум. 5 мая 1841 года), одной из первой на Гавайях принявшей христианство, и в честь своей супруги, королевы Капиолани. Вручался за выдающиеся заслуги в благотворительности, науках и искусствах, в гуманитарной сфере, а также за особые заслуги перед государством.
Датой учреждения ордена, закреплённой в его статуте, считается 30 августа 1880 года. Официальное утверждение в качестве королевского ордена произошло 31 января 1883 года.
Орден состоял из шести степеней с ограниченным числом одновременно состоящих в ордене:
- кавалер Большого креста — 12 человек,
- высший великий офицер — 15 человек,
- великий офицер — 20 человек,
- командор — 30 человек,
- офицер — 50 человек,
- кавалер (компаньон) — 60 человек.

Ордену принадлежала медаль Почёта двух степеней.
При принятии в орден кавалеры-гавайцы должны были уплатить взнос: кавалеры Большого креста — 150 долларов, высшие великие офицеры — 130 долларов, великие офицеры — 125 долларов, командоры — 100 долларов, офицеры — 75 долларов, кавалеры — 50 долларов. Иностранцы были освобождены от выплат.
Известное число награждений — 118 человек:
- кавалеров Большого креста — 11 человек,
- высших великих офицеров — 3 человека,
- великих офицеров — 7 человек,
- командоров — 20 человек,
- офицеров — 17 человек,
- кавалеров — 60 человек (1 награждение аннулировано 23 июня 1884 года).

После свержения монархии в январе 1893 года все королевские награды были упразднены.

## Знаки ордена
Знак — мальтийский крест красной эмали с королевскими коронами в углах. На верхнем плече креста с лицевой стороны круглый золотой медальон с погрудным портретом Капиолани. В центре лицевой стороны креста круглый медальон красной эмали с широким ободком белой эмали. В центре медальона золотая монограмма королевы Капиолани — две переплетённые ажурные литеры «К». На ободке золотая надпись «KULLA I KA NUU» в верхней части и две лавровые ветви внизу. На оборотной стороне креста такой же медальон, без изображений в центре и с надписью на ободке — «KULIA».
Крест увенчан королевской короной, имеющей в верхней части ушко с кольцом, через которое пропускается орденская лента. Знаки кавалеров — серебряные, остальных степеней — золотые.
Звезда — серебряная восьмиконечная. На центр звезды наложен орденский крест большого размера.
Лента Большого креста — шёлковая муаровая жёлтого цвета с узкими синими, красными и белыми полосками по краям.
Лента младших степеней — шёлковая муаровая жёлтого цвета с узкими красными полосками по краям и тремя красными полосками на равном расстоянии друг от друга и краёв.
Медаль Почёта — внешне идентична знаку кавалера ордена без эмалей, без корон в углах и над крестом. Медаль 1-й степени — серебряная, 2-й степени — бронзовая.
Кавалеры Большого креста носили знак ордена на широкой ленте через правое плечо и звезду на левой стороне груди, высшие великие офицеры — знак ордена на узкой ленте на шее и звезду на левой стороне груди, великие офицеры — только звезду на левой стороне груди, командоры — знак ордена на узкой ленте на шее, офицеры — знак ордена малого размера на узкой ленте с розеткой на левой стороне груди, кавалеры — знак ордена малого размера на узкой ленте на левой стороне груди. Медали носились на узкой ленте на левой стороне груди.